# Eijebong
Eijebong, auch Eijeboñ, ist eine weibliche Gottheit im monotheistischen Glauben auf Nauru, die noch Mitte des 19. Jahrhunderts von den indigenen Nauruern verehrt wurde, bis 1945 jedoch durch christliche Missionierung verdrängt wurde.
Über die Göttin und ihre Verehrung ist wenig bekannt, es gab keine Art von Priesterschaft, sie wurde als Kult individuell ohne Öffentlichkeit mit Gaben, die im Busch dargebracht wurden, verehrt.